# Corvetto

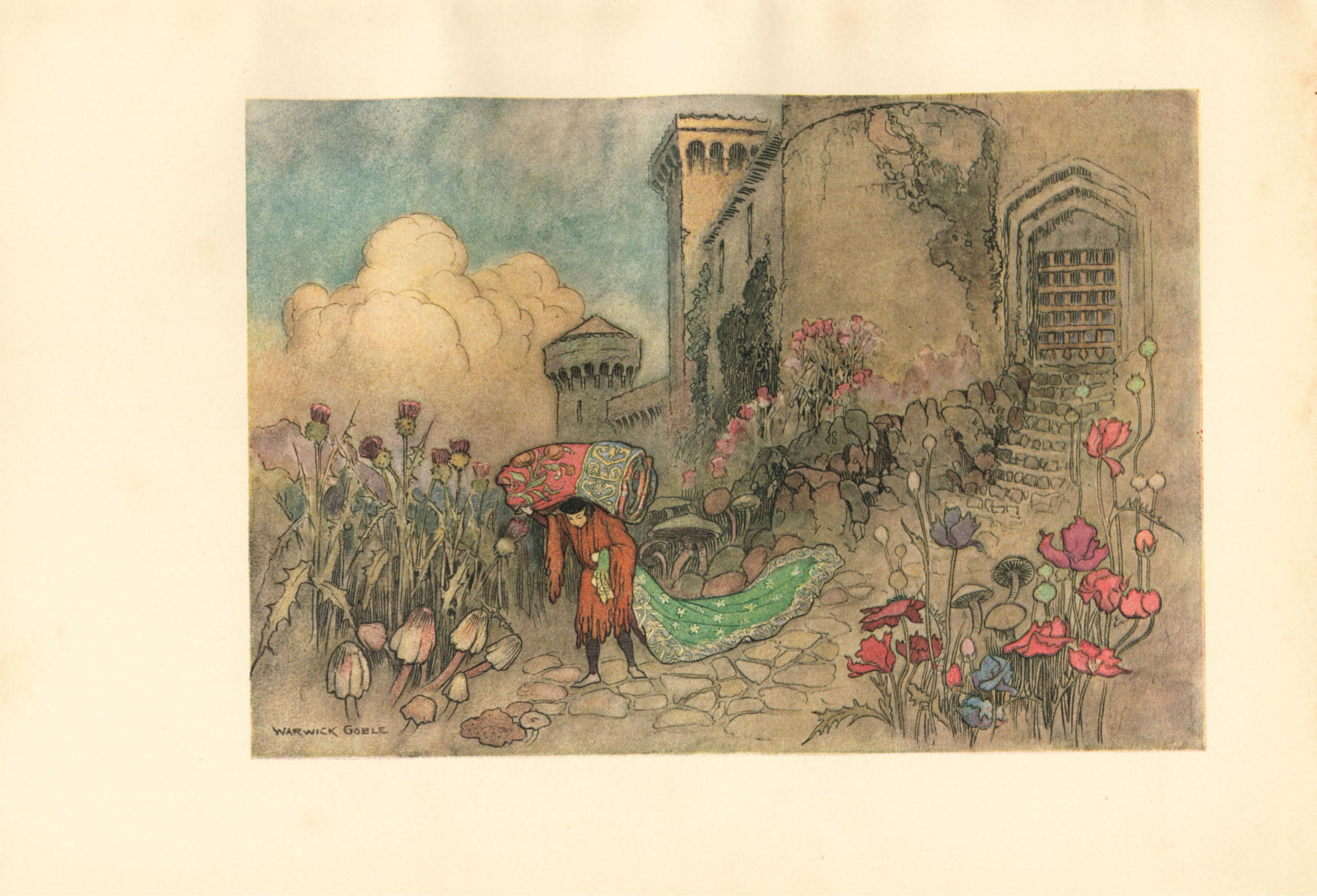
Illustration von Warwick Goble, 1911

Corvetto ist ein Märchen (AaTh 328, 1525). Es steht in Giambattista Basiles Sammlung Pentameron als siebte Erzählung des dritten Tages (III,7).

## Inhalt
Die Höflinge hassen den guten Corvetto, weil der König ihn mag. Sie reden dem König ein, Corvetto müsse ihm das Pferd des schrecklichen Oger holen, dann noch dessen sprechende Wandteppiche, schließlich den Ogerpalast selbst. Corvetto entkommt dem Oger auf dem Pferd, obwohl es um Hilfe ruft. Er versteckt sich unter dem Bett des Ogers, klaut die Teppiche, auch die Bettdecke und ist schon fort, als der Alarm schlägt. Zuletzt erschlägt er die Ogerfrau und stürzt den heranstürmenden Oger in eine Grube. Er erhält die Königstochter, und die Höflinge ärgern sich.

## Bemerkungen
Der Oger, ein tumbes, übernatürliches Wesen, kommt im Pentameron oft vor. Basile kritisiert gern das Hofleben. Dass der König Corvettos Leistung mit Kohle in der „Taverne der Erinnerung“ anschreiben will, spielt laut Rudolf Schenda auf Neapels berühmtes Wirtshaus Lo Cerriglio an, dessen Wände voller Sprüche und Bildchen waren. Die Teppichverse „Sol ch'io ti miri“ und „Al calar del Sole“ („Sonne, die ich dich anschaue“ und „Wenn die Sonne untergeht“) seien wohl Eigenzitate Basiles aus seinen Oden. Clemens Brentano bearbeitete den Text als Das Märchen vom Witzenspitzel in Italienische Märchen. Hermann Kletke veröffentlichte ihn 1845 auf Deutsch in seinem Märchensaal (Nr. 8). Schenda nennt Varianten: Pitrè/Schenda/Senns Märchen aus Sizilien Nr. 22 Der kleine Dreizehn (Die Märchen der Weltliteratur, 1991), Cirese/Serafini Tradizioni orali non cantate, Laura Gonzenbachs Sicilianische Märchen, Band 2, Nr. 83 Die Geschichte von Caruseddu, Antoine d’Hamiltons Histoire de Fleur d’Epine (1730; Le Cabinet des fées), Jack and the Beanstalk. Schon die Brüder Grimm nennen Corvetto in ihrer Anmerkung zu Ferenand getrü und Ferenand ungetrü. Vgl. in Grimms Märchen auch Das tapfere Schneiderlein, Die beiden Wanderer, Der Meisterdieb.
Kurt Ranke bezweifelt, ob das Märchen viel älter ist als Basiles Text. Doch seien mündliche Varianten stimmiger, weil als dritte Aufgabe der Wilde Mann, der Orco selbst geholt werden muss. Es sei ein europäisches Volksmärchen mit etwa 800 bekannten Fassungen, der Held oft der jüngste dreier Brüder, im Balkanraum, bei Rätoromanen, in Italien und Griechenland der Dreizehnte, in Deutschland, Österreich, Balkanraum der Dreißigste, in Osteuropa sind es häufiger zwölf, besonders, wenn sie zwölf Schwestern suchen. In Südeuropa und Nordafrika werden eher Pferd, Bettdecke, Teppich und Papagei geraubt, in Mittel- und Nordeuropa auch kostbare Lampe, Schwert, goldenes Geflügel und Musikinstrumente, auch ist die Heldin dort häufig weiblich. Das Märchen wird oft eingeleitet wie solche von Däumling und Menschenfresser (AaTh 327 B), verbindet sich mit Ferdinand der treue und Ferdinand der ungetreue (AaTh 531) und ähnelt Meisterdieb-Geschichten (AaTh 1525).